# Licenshantering
Licenshantering innebär att hantera programvarulicenser med hjälp av speciell programvara. På engelska används ofta begreppet Software Asset Management, och då menas att optimera inköp, implementering, uppdateringar och användande av programvara.
Licenshantering används vanligen av IT-avdelningar på företag i syfte att minska kostnader för programvarulicenser och ha kontroll över företagets användning av programvara. 